# Triloba thaumasia
Triloba thaumasia is een slakkensoort uit de familie van de Clausiliidae. De wetenschappelijke naam van de soort is voor het eerst geldig gepubliceerd in 1907 door Sturany.